# 趙銳 (天順進士)
趙銳（1422年—？），字毅之，河南懷慶府修武縣人，明朝政治人物。進士出身。

## 生平
景泰元年（1450年）舉庚午科河南鄉試第十名。天順四年（1460年）中式庚辰科會試第三十七名，殿試登進士第三甲第九十八名。

## 家族
曾祖父趙德明。祖父趙友諒。父亲趙旺。